# Helary Mägisalu
Helary Mägisalu (19 luglio 1997) è un lottatore estone, specializzato nella lotta greco-romana. Ai campionati europei di Kaspijsk 2018 ha vinto la medaglia d'argento nella categoria 55 chilogrammi, perdendo in finale il lottatore azero Eldəniz Əzizli.

## Biografia
È nato a Pärnu. Nel 2016 si è laureato al Audentes Sports Gymnasium
Ha iniziato a praticare lotta greco-romana nel 2005, allenato da Karl Pajumäe. È campione estone 6 volte (2016–2021). Dal 2014 è membro della squadra nazionale di  lotta greco-romana estone.
Nel 2022 perde la sua medaglia di bronzo al Matteo Pellicone Ranking Series 2022 a Roma, in Italia.

## Palmarès
- Campionati europei

Kaspijsk 2018: argento nei 55 kg.